# Raad van ministers van het Koninkrijk der Nederlanden

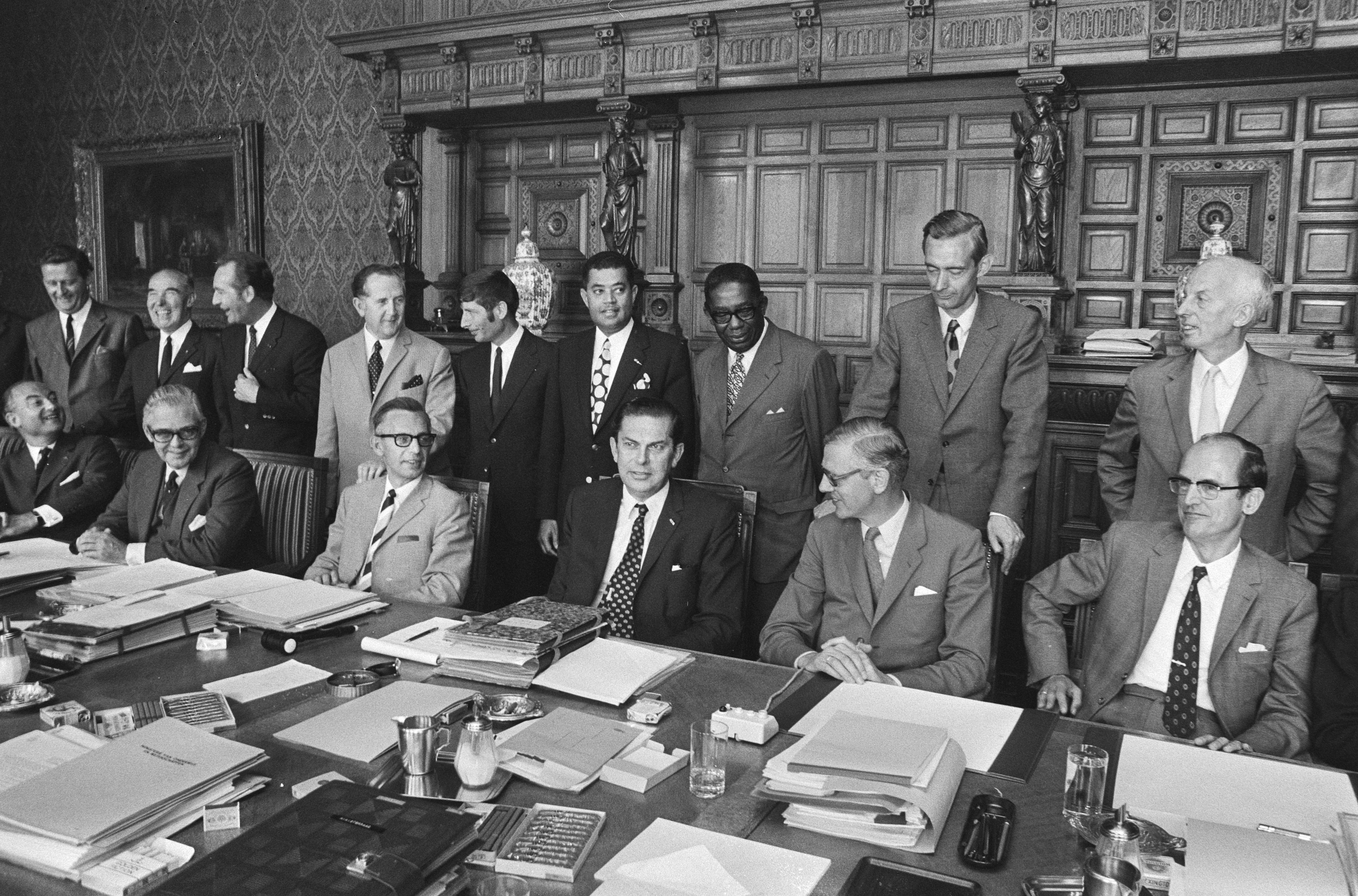
Bijeenkomst in 1971 van de Rijksministerraad onder leiding van premier premier Biesheuvel (midden). Achter hem staan de gevolmachtigd ministers van Suriname en de Nederlandse Antillen, Desi Polanen en Boy Rozendal.

De Raad van ministers van het Koninkrijk of Rijksministerraad is een orgaan van het Koninkrijk der Nederlanden dat wetgeving of beslissingen voorbereidt, die het gehele Koninkrijk aangaan, en de gemeenschappelijke belangen van het Koninkrijk behartigen. De ministerraad wordt in de grondwet voor het Koninkrijk der Nederlanden geregeld. Het Statuut voor het Koninkrijk der Nederlanden bevat aanvullende bepalingen voor Koninkrijksaangelegenheden die Curaçao, Aruba en Sint Maarten raken. In deze situaties hebben de gevolmachtigd ministers voor Curaçao, Aruba en Sint Maarten volwaardig stemrecht, evenals de leden van de Nederlandse ministerraad. Artikel 10 lid 2 van het Statuut biedt de mogelijkheid dat Aruba, Curaçao of Sint Maarten een landsminister afvaardigt om naast de gevolmachtigd minister aan de Rijksministerraad met raadgevende stem deel te nemen.
De Rijksministerraad bestaat uit:

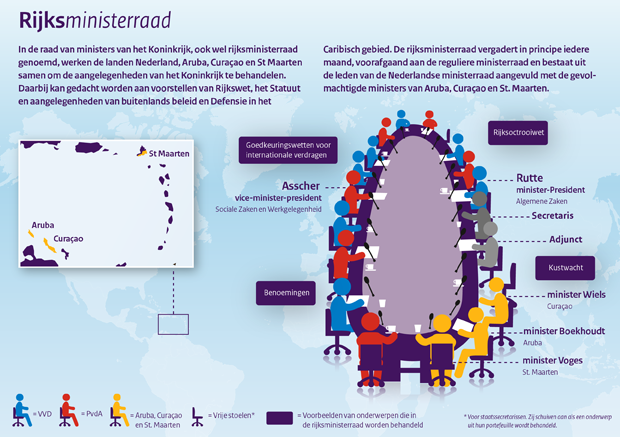
Rijksministerraad uit 2014

- de door de koning benoemde ministers
- de gevolmachtigd minister van Aruba (sinds 1986)
- de gevolmachtigd minister van Curaçao (sinds 2010)
- de gevolmachtigd minister van Sint Maarten (sinds 2010).

Van 1955 tot 1975 was er een gevolmachtigd minister van Suriname en van 1955 tot 2010 een gevolmachtigd minister van de Nederlandse Antillen.
Ontwerpen van rijkswet en algemene maatregelen van rijksbestuur worden, alvorens zij voor advies naar de Raad van State van het Koninkrijk gaan, in de Rijksministerraad behandeld.